# Borsonia symbiotes
Borsonia symbiotes é uma espécie de gastrópode do gênero Borsonia, pertencente à família Borsoniidae.